# Tetramerium denudatum
Tetramerium denudatum är en akantusväxtart som beskrevs av T.F. Daniel. Tetramerium denudatum ingår i släktet Tetramerium och familjen akantusväxter. Inga underarter finns listade i Catalogue of Life.